# Juanjo Ciércoles
Juan José Ciércoles Sagra (Hospitalet de Llobregat, España, 4 de mayo de 1988), más conocido como Juanjo Ciércoles es un futbolista español. Juega de centrocampista y su club actual es el GIF Sundsvall de la Allsvenskan.

## Trayectoria
Salido de la cantera del Espanyol, donde militaría cuatro años en el segundo equipo, viviendo incluso el descenso del filial espanyolista a Tercera división, es cedido al CE Sabadell la temporada 2010/11, donde sería uno de los pilares del equipo, que ayudarían al conjunto vallesano a conseguir el ansiado ascenso a Segunda división. Tras volver a su club de origen, terminaría negociando una rescisión del contrato con el Espanyol, para fichar por el CE Sabadell por dos temporadas, cumpliendo así la promesa que hizo a la afición tras lograr el ascenso del equipo. Actualmente juega en GIF Sundsvall, club de la liga de Suecia o Allsvenskan, también conocida como Fotbollsallsvenskan, es la primera división del sistema de la liga de fútbol profesional de Suecia.

## Clubes
| Club                | País   | Temporada | Partidos | Goles |    |   |
| ------------------- | ------ | --------- | -------- | ----- | -- | - |
| Espanyol B          | España | 2006-2007 | 4        | 0     | 1  | 0 |
| Espanyol B          | España | 2007-2008 | 26       | 1     | 9  | 0 |
| Espanyol B          | España | 2008-2009 |          |       |    |   |
| Espanyol B          | España | 2009-2010 | 30       | 3     | 13 | 0 |
| CE Sabadell         | España | 2010-2011 | 26       | 0     | 10 | 0 |
| CE Sabadell         | España | 2011-2017 | 25       | 0     | 13 | 0 |
| Football Club Tokyo | Japón  | 2017      |          |       |    |   |
| CE Sabadell         | España | 2017      |          |       |    |   |
| GIF Sundsvall       | Suecia | 2018-     |          |       |    |   |